# New Haven–Springfield Shuttle
A New Haven–Springfield Shuttle egy vasúti járat az USA-ban. A legutolsó pénzügyi évben összesen 362 442 (2019) utas utazott a járaton, naponta átlagosan 993 (2019) utasa volt. A két végállomás kereken 100 km-re található egymástól, a menetidő 1 óra 20 perc.